# 西湖站 (臺北市)
西湖站位於台灣台北市內湖區，為台北捷運文湖線（內湖線）的捷運車站。本站車站編號為BR16。

## 歷史
2009年2月22日：西湖站實質完工；6月10日至6月19日，與捷運站共構的西湖市場進行試賣活動；7月4日：隨著內湖線正式通車而啟用（p. 229）。

## 車站構造
高架三層車站，一個島式月台，兩個出入口（其中一個設置於站體西北側，使用現有西湖市場用地，西湖市場用地為台北市公共自行車租賃系統租借站）。

### 車站樓層
| 地上 四樓          | 連通層                                   | 車站大廳、詢問處、自動售票機、驗票閘門 往西湖市場、老人日照中心、維修站空間 洗手間（站體北側付費區外，近出口1） |
| 地上 三樓          |                                          | |
| 一月台             | ← 文湖線 往南港展覽館方向（BR17 港墘站） | |
| 島式月台，左側開門 |                                          | |
| 二月台             | 文湖線 往動物園方向（BR15 劍南路站）→    | |

| 地上 二樓 | 中間層 | 樓梯、電扶梯轉接平台(與地上四樓與地面層相接) |
| 地面      |        |                                              |
| 穿堂層    | 出入口 |                                              |

| 地下 一樓 | 地下層 | 車站機電區、地下停車區 |

### 車站出口
出口1位於車站北側，出口2位於車站南側，所有出口均設有無障礙電梯
| 出入口                                  | 圖片 | 位置         |
| --------------------------------------- | ---- | ------------ |
| 出入口1                                 |      | 西湖綜合大樓 |
| 出入口2                                 |      | 內湖科技園區 |
| 註： 設有手扶梯\|設有無障礙電梯往返地面 |      |              |

## 利用狀況
根據2024年12月資料，本站每日旅運量約為27,427，在台北捷運各站中排行第62名。
| 年   | 年間      | 年間      | 年間       | 年間  | 單日平均 | 單日平均 |
| 年   | 上車      | 下車      | 上下車計   | 來源  | 上車     | 上下車   |
| ---- | --------- | --------- | ---------- | ----- | -------- | -------- |
| 2009 | 999,690   | 989,915   | 1,989,605  | [ 6 ] | 5,523    | 10,992   |
| 2010 | 2,611,081 | 2,660,294 | 5,271,375  | [ 6 ] | 7,154    | 14,442   |
| 2011 | 3,345,406 | 3,433,946 | 6,779,352  | [ 6 ] | 9,165    | 18,574   |
| 2012 | 3,718,559 | 3,843,313 | 7,561,872  | [ 6 ] | 10,160   | 20,661   |
| 2013 | 4,001,343 | 4,172,934 | 8,174,277  | [ 6 ] | 10,963   | 22,395   |
| 2014 | 4,475,804 | 4,684,867 | 9,160,671  | [ 6 ] | 12,262   | 25,098   |
| 2015 | 4,821,360 | 5,049,691 | 9,871,051  | [ 6 ] | 13,209   | 27,044   |
| 2016 | 5,011,158 | 5,243,411 | 10,254,569 | [ 6 ] | 13,692   | 28,018   |
| 2017 | 5,067,523 | 5,271,882 | 10,339,405 | [ 6 ] | 13,884   | 28,327   |
| 2018 | 5,275,934 | 5,451,569 | 10,727,503 | [ 6 ] | 14,455   | 29,390   |

## 公共藝術
本站的公共藝術「跨越‧蛻變」，設置於西湖綜合大樓東側、北側牆面以及地面。

## 圖片集

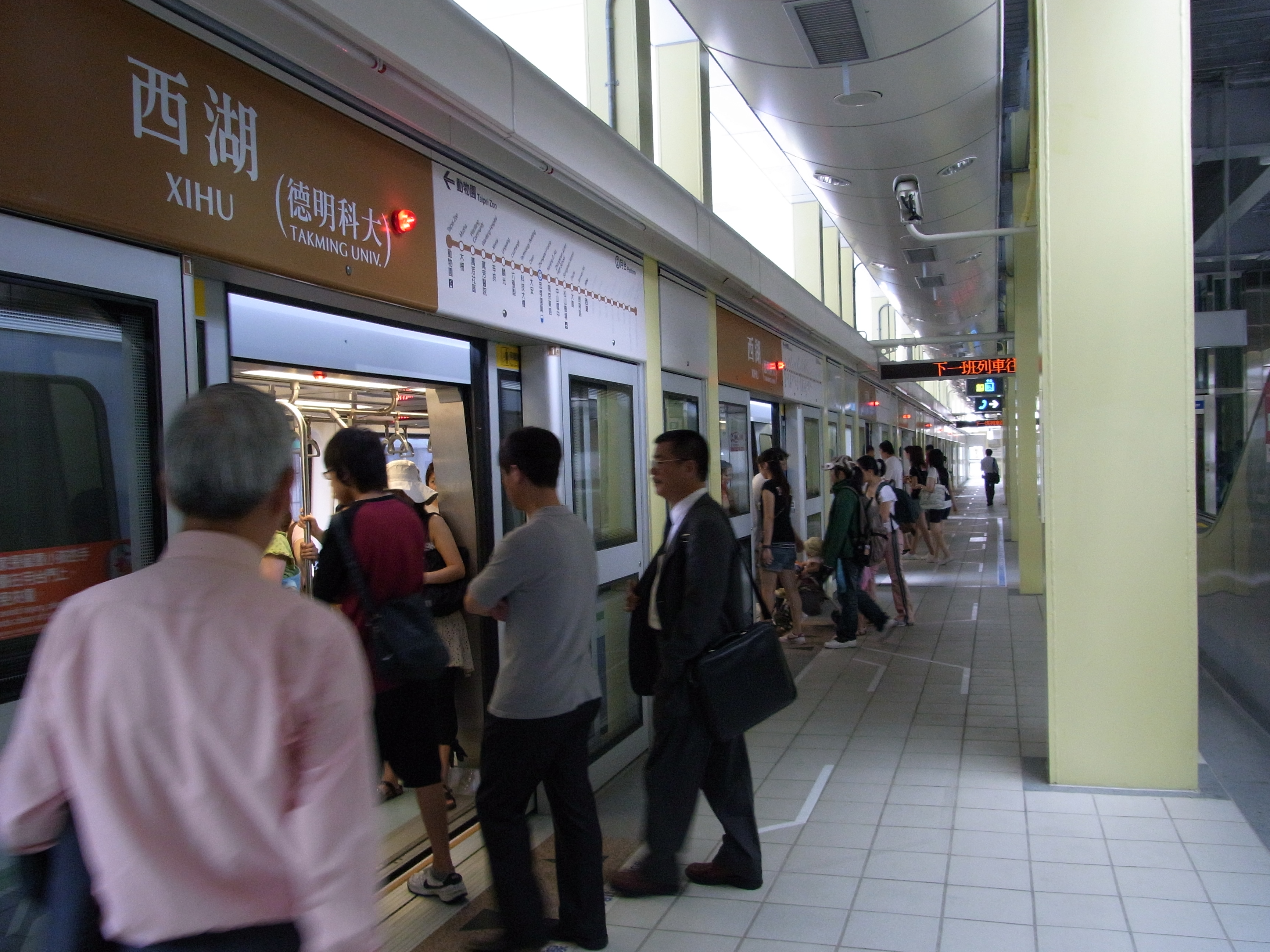
西湖站月台
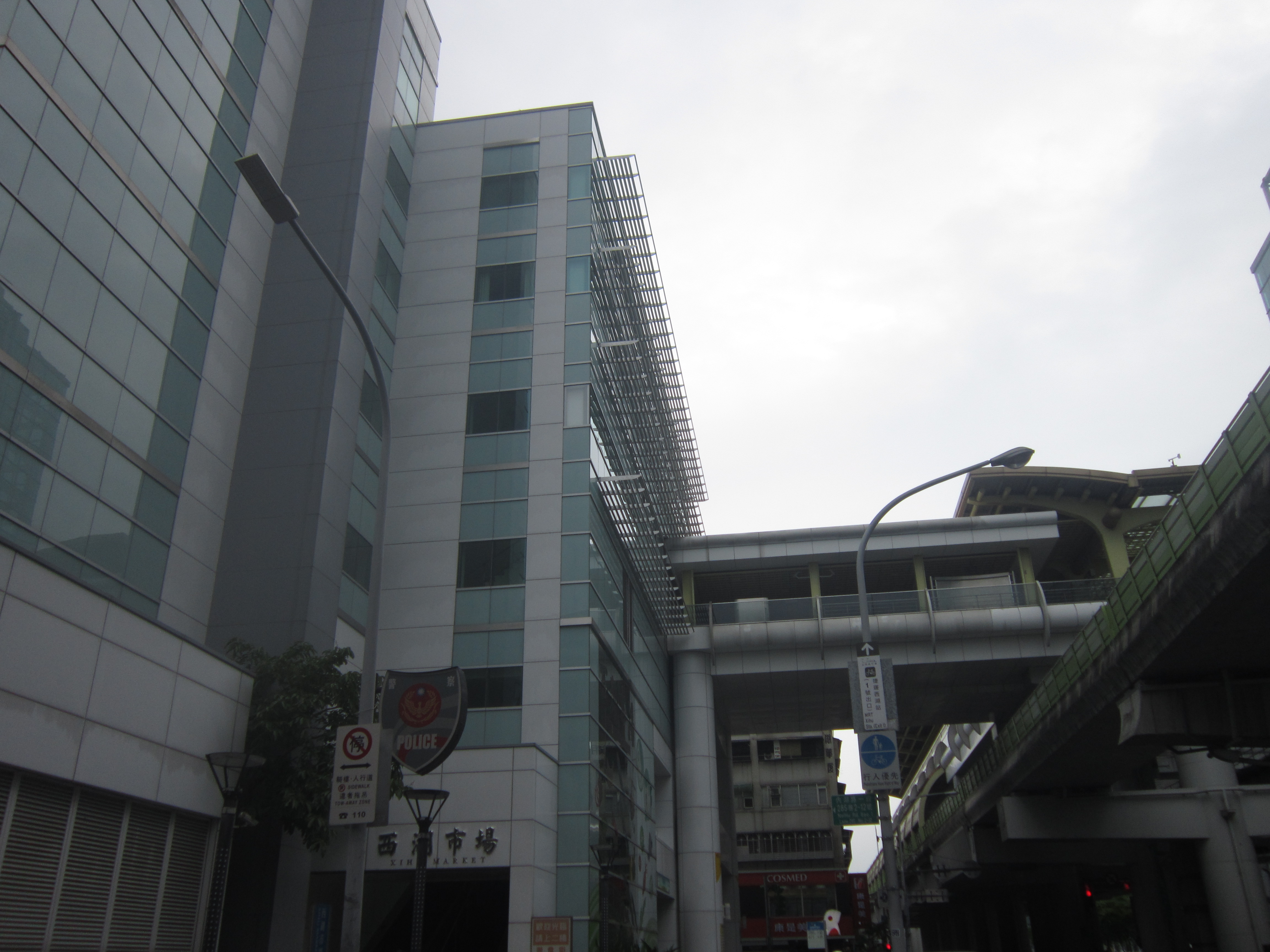
位於內湖路上的西湖捷運站與共構大樓
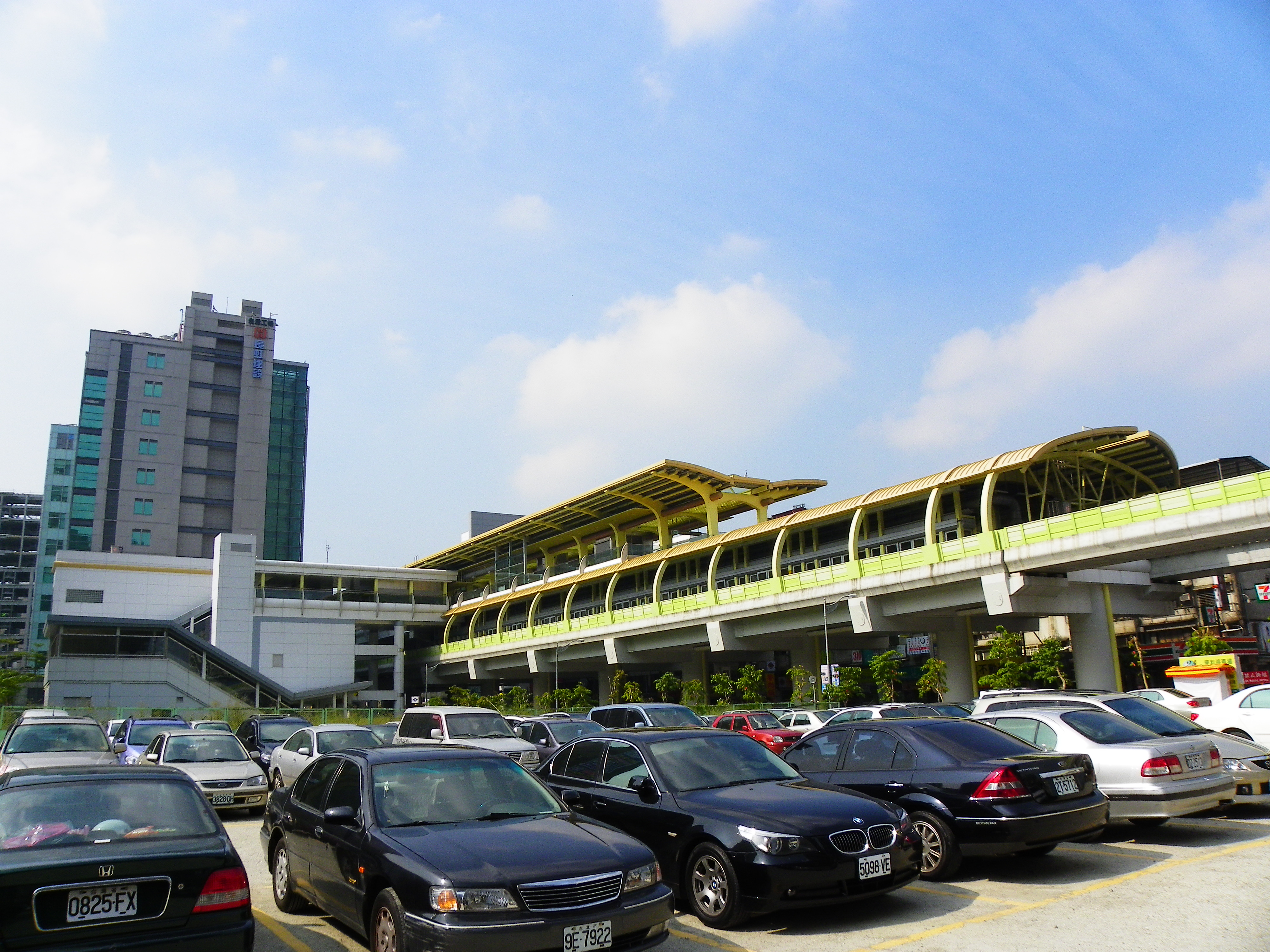
西湖站體全貌及戶外停車場
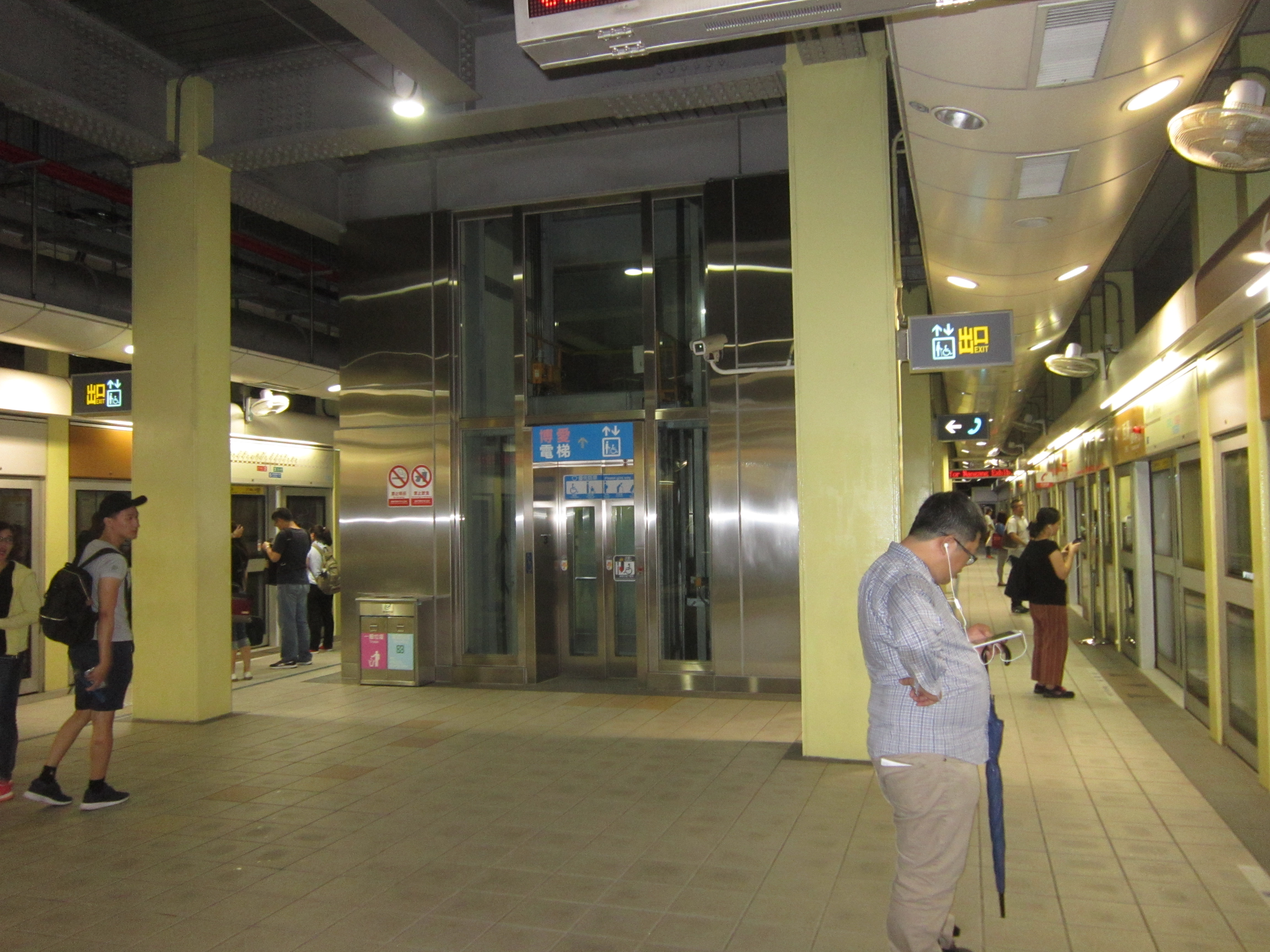
捷運西湖站為高架島式月台
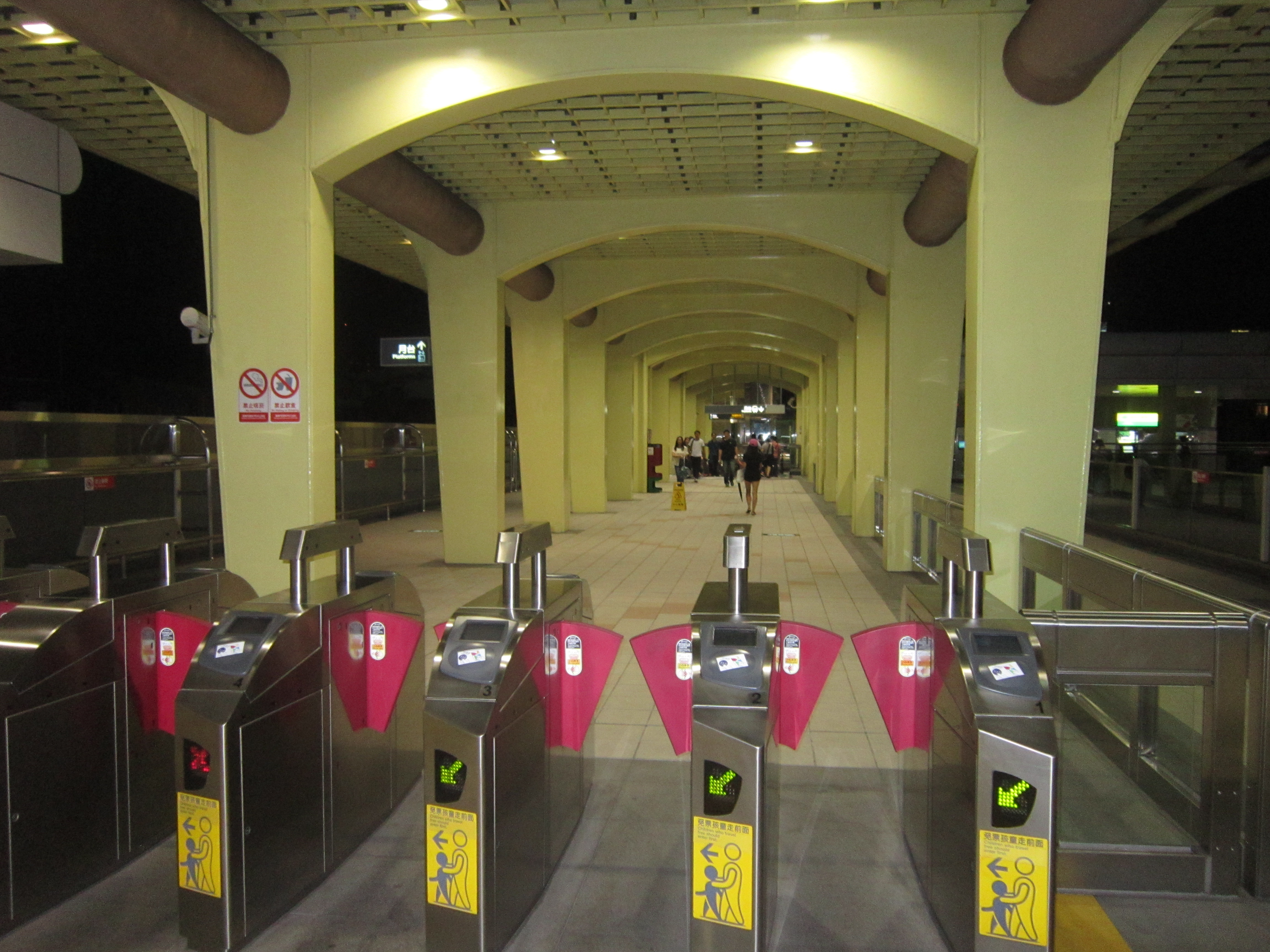
西湖捷運站的票卡通關閘口
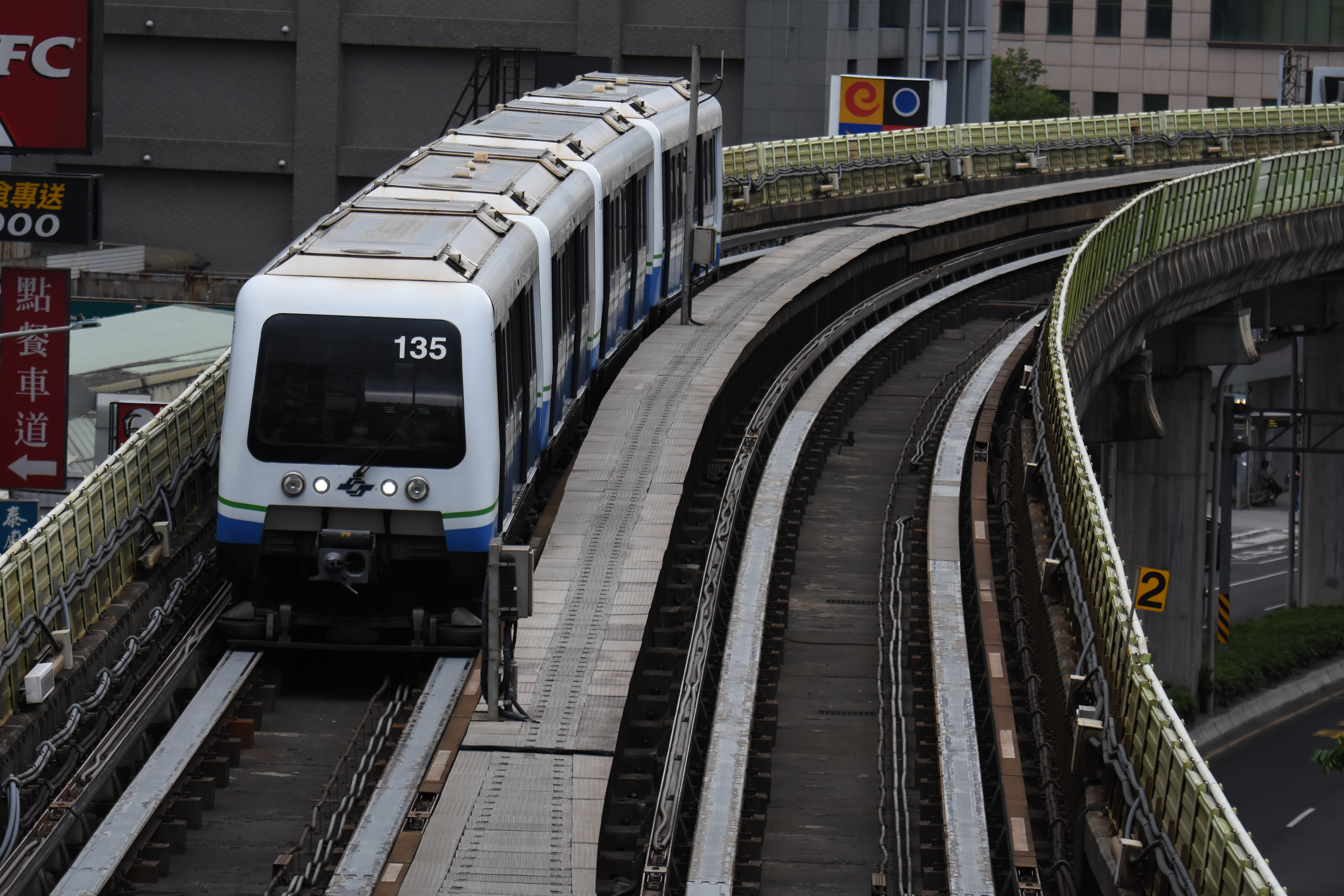
非付費區拍攝INNOVIA APM 256型電聯車駛入西湖站
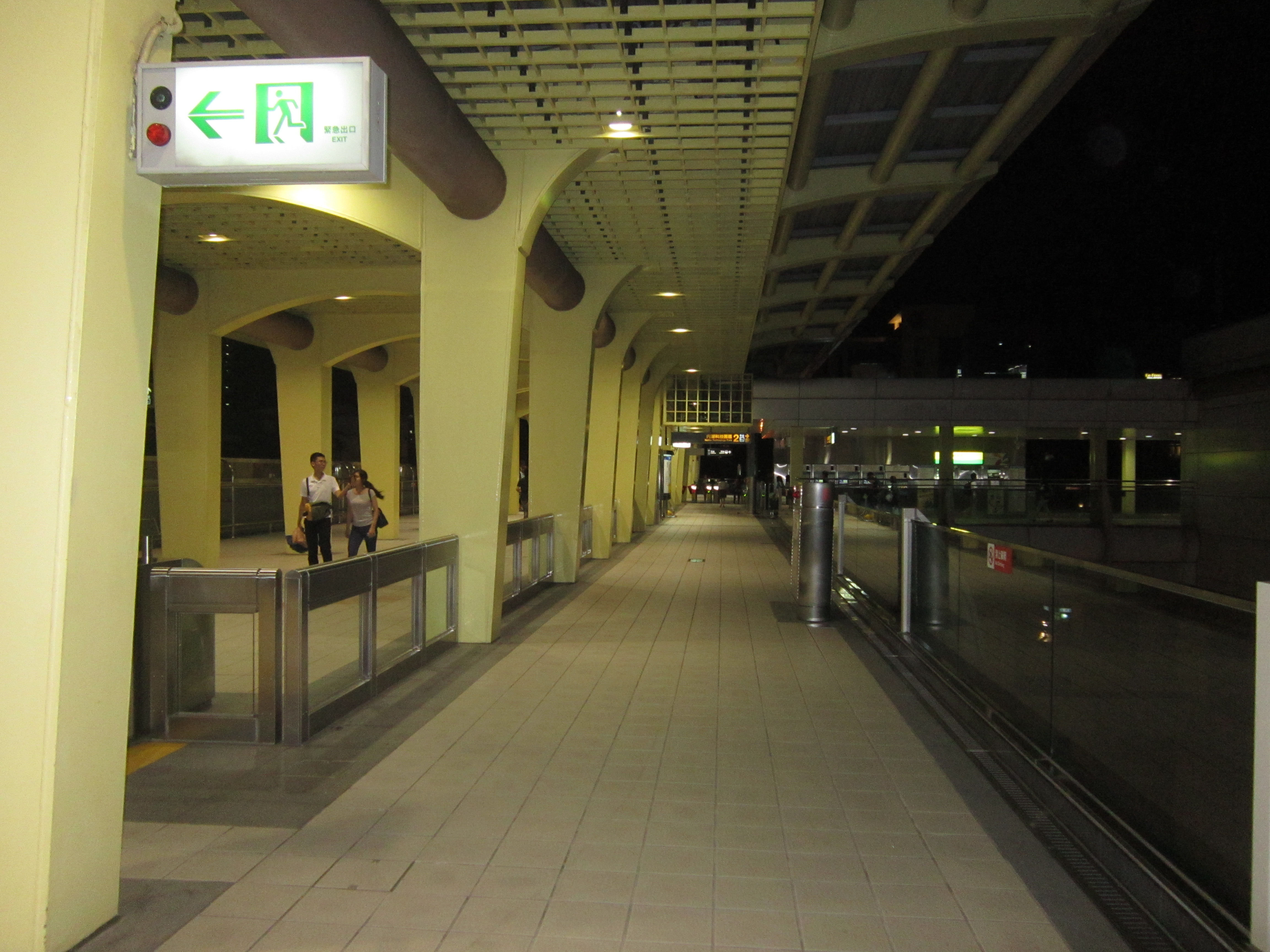
西湖捷運站通往2號出口的空中通廊

## 車站周邊
- 西湖市場
- 德明財經科技大學
- 西湖國中
- 西湖國小
- 內湖科技園區
- 西湖公園
- 台北市立圖書館西中分館(利用西湖國中閒置教室設定)
- 洲子1號公園
- 洲子2號公園
- 臺北市公共自行車租賃系統
  - 捷運西湖站(1號出口)
  - 捷運西湖站(1號出口)內湖路側
  - 捷運西湖站(2號出口)

## 公車資訊
| 編號           | 經營業者                                                                                         | 區間                       | 備註                                                        |
| -------------- | ------------------------------------------------------------------------------------------------ | -------------------------- | ----------------------------------------------------------- |
| 28             | 指南客運                                                                                         | 大直－市政府               |                                                             |
| 214            | 中興巴士                                                                                         | 中和－內湖                 |                                                             |
| 222            | 大都會客運                                                                                       | 內湖－衡陽路               |                                                             |
| 247            | 光華巴士                                                                                         | 東湖－衡陽路               |                                                             |
| 247區間車      | 光華巴士                                                                                         | 東湖－捷運圓山站           |                                                             |
| 267            | 光華巴士                                                                                         | 天母－捷運大湖公園站       |                                                             |
| 268            | 光華巴士                                                                                         | 大直－天母                 | 例假日停駛。                                                |
| 286副線        | 大都會客運                                                                                       | 行天宮－福德街             |                                                             |
| 287            | 大都會客運                                                                                       | 東湖－捷運圓山站           | （區間車）                                                  |
| 北環幹線(620)  | 光華巴士、大有巴士                                                                               | 北士科－中華科技大學       |                                                             |
| 646            | 欣欣客運                                                                                         | 東湖－捷運劍潭站           | 原646區間車                                                 |
| 681            | 光華巴士                                                                                         | 東湖－陽明山               | 原110                                                       |
| 683            | 光華巴士                                                                                         | 北士科－南港高工           | 原620區間車                                                 |
| 946            | 三重客運                                                                                         | 林口－內湖科技園區         | 回程經過此站。 屬於新北市區公車。                           |
| 946副線        | 三重客運                                                                                         | 林口－內湖科技園區         | 回程經過此站。 例假日停駛。 屬於新北市區公車。 行經南勢街。 |
| 950            | 中興巴士                                                                                         | 中和－內湖科技園區         | 例假日停駛。                                                |
| 紅2            | 光華巴士                                                                                         | 汐止社后－捷運圓山站       |                                                             |
| 藍7            | 光華巴士                                                                                         | 故宮－捷運市政府站         | 直行舊宗路                                                  |
| 藍7副線        | 光華巴士                                                                                         | 故宮－捷運市政府站         | 行經行善路                                                  |
| 藍26           | 三重客運                                                                                         | 舊宗路－捷運市政府站       |                                                             |
| 內湖幹線       | 大都會客運                                                                                       | 東湖－衡陽路               | 原287                                                       |
| 內科通勤專車19 | 三重客運                                                                                         | 捷運市政府站－內湖科技園區 |                                                             |
| 跳蛙公車       | 指南客運                                                                                         | 淡水－內湖科技園區         |                                                             |
| 跳蛙公車       | 三重客運                                                                                         | 林口－內湖科技園區         |                                                             |
| 雙園巴士       | 臺北客運、首都客運 三重客運、大都會客運 光華巴士、中興巴士 欣欣客運、大南汽車 大有巴士、東南客運 | 南港－內科                 |                                                             |

## 腳註

### 來源資料
1. ↑   (新闻稿). 台北捷運公司. 2016-04-11  [2016-04-11]. （原始内容存档于2016-04-11） （中文（臺灣））.
2. 1 2  . 臺北大眾捷運股份有限公司. 2021-01-15.
3. ↑  首座與捷運共構傳統市場 西湖市場開始試賣.中央社.2009-06-16[永久]
4. ↑  徐榮崇. . 臺北市文獻委員會. 2015年12月  [2020-01-05]. ISBN 9789860469875. （原始内容存档于2020-12-07）. 國家圖書館
5. ↑  西湖市場 捷運共構打造新風貌.自由電子報.2008-11-05 （页面存档备份，存于）
6. ↑  臺北捷運公司. . 2019-02-26  [2019-06-08]. （原始内容存档于2020-11-28）. 臺北市統計資料庫查詢系統
7. ↑  . 臺北市政府捷運工程局.   [2023-11-27]. （原始内容存档于2023-11-27）.

- 臺北市商業處-商圈介紹-西湖(商圈) （页面存档备份，存于）
- 西湖商圈的Facebook專頁

## 外部連結
- 臺北大眾捷運股份有限公司 （页面存档备份，存于）
- 臺北市政府捷運工程局 （页面存档备份，存于）
- 西湖站位置圖（台北捷運公司） （页面存档备份，存于）
- 西湖站車站剖面相關位置圖（台北捷運公司） （页面存档备份，存于）